# Mischa Zverev
Mikhail "Mischa" Zverev (* 22. srpen 1987 v Moskvě, Rusko dříve Sovětský svaz) je současný německý profesionální tenista. Jeho trenérem je jeho otec Alexander Zverev, bývalý sovětský tenista.
Ve své dosavadní kariéře vyhrál Mischa Zverev 3 turnaje ATP World Tour ve čtyřhře. V roce 2018 vyhrál ve svých třiceti letech svůj první turnaj ATP World Tour ve dvouhře. Nejvýše umístěný v žebříčku ATP byl na 25. místě v roce 2017.

## Finálové účasti na turnajích ATP World Tour (5)

### Čtyřhra - výhry (2)
| Legenda                                                       |
| ATP International Series Gold / ATP World Tour 500 Series (1) |
| ATP International Series / ATP World Tour 250 Series (1)      |

### Čtyřhra - prohry (3)
| Legenda                                                       |
| ATP International Series Gold / ATP World Tour 500 Series (1) |
| ATP International Series / ATP World Tour 250 Series (2)      |

| Č. | Datum             | Turnaj              | Povrch | Partner                | Vítězové                              | Výsledek  |
| 1. | 27. červenec 2008 | Stuttgart, Německo  | antuka | Michael Berrer         | Philipp Kohlschreiber Christopher Kas | 6-3, 6-4  |
| 2. | 11. leden 2009    | Brisbane, Austrálie | tvrdý  | Fernando Verdasco      | Marc Gicquel Jo-Wilfried Tsonga       | 6-4, 6-3  |
| 3. | 4. říjen 2009     | Bangkok, Thajsko    | tvrdý  | Guillermo García-López | Eric Butorac Rajeev Ram               | 7-64, 6-3 |

## Davisův pohár
Mischa Zverev se zúčastnil 1 zápasu v Davisově poháru za tým Německa s bilancí 0-1 ve čtyřhře.

## Postavení na žebříčku ATP na konci sezóny

### Dvouhra
| Rok    | 2002  | 2003   | 2004   | 2005   | 2006   | 2007  | 2008  | 2009  |
| Pořadí | 1345. | ▲ 776. | ▲ 690. | ▲ 552. | ▲ 157. | ▲ 80. | ▬ 80. | ▲ 78. |

### Čtyřhra
| Rok    | 2003  | 2004   | 2005   | 2006   | 2007   | 2008  | 2009  |
| Pořadí | 1412. | ▲ 845. | ▲ 697. | ▲ 181. | ▲ 117. | ▲ 66. | ▼ 87. |